# Chuyên án 516E
Chuyên án 516E là chuyên án ma túy tại Việt Nam từ năm 2016 đến năm 2017, mà theo đánh giá của Ban giám đốc Công an thành phố Hồ Chí Minh (TP HCM) là đường dây tổ chức, sản xuất, mua bán thuốc lắc lớn nhất cả nước từ trước đến nay. Đối tượng cầm đầu là Trần Ngọc Hiếu (tên thật là Văn Kính Dương). Tại thời điểm bắt giữ, cảnh sát đồng loạt bao vây, khám xét 13 xưởng sản xuất ma túy của Dương, thu tang vật trị giá khoảng 200 tỷ đồng, hơn 10 tỷ đồng, 7 ôtô (trong đó có siêu xe McLaren), nhiều máy móc, bất động sản tại TP HCM, Nha Trang... được cho liên quan đến hành vi phạm pháp đã bị niêm phong.. Ban chuyên án phát hiện đây không phải là một tổ chức ma túy đơn thuần mà là một tổ chức khép kín từ khâu sản xuất cho đến khâu tiêu thụ . 

## Quá trình điều tra và trinh sát

### Quá trình theo dõi
Báo cáo với Bí thư Thành uỷ TP HCM Nguyễn Thiện Nhân chiều 2/6/2017 về chuyên án phá đường dây sản xuất ma túy do Văn Kính Dương (tức Trần Ngọc Hiếu, ngụ Hà Nội) cầm đầu, thiếu tướng Phan Anh Minh (Phó giám đốc Công an TP HCM) cho biết, manh mối được phát hiện từ giữa năm ngoái.
Thời điểm đó, quận Bình Thạnh nổi lên đầu mối cung cấp thuốc lắc số lượng lớn, hàng bắt nguồn từ căn biệt thự tại khu dân cư Trung Sơn (huyện Bình Chánh). Biệt thự có người canh gác, được lắp nhiều camera giám sát.
Suốt nhiều ngày theo dõi, trinh sát phát hiện ngôi nhà sử dụng một lượng điện cực lớn, mùi hóa chất vương ở quạt hút gió. Phía trong có nhiều chai lọ hoá chất dùng để sản xuất thuốc lắc. "Xác định đây là nơi sản xuất ma túy, chúng tôi lập chuyên án để khám phá", thiếu tướng Minh kể.
Tuy nhiên, ngay sau đó những người trong biệt thự thu dọn đồ đạc, chuyển đến hoạt động ở những nơi hẻo lánh thuộc tỉnh Đồng Nai, Vũng Tàu, Khánh Hòa... Các chất thải hoá chất được chúng đóng vào bao tải, chờ trời tối chở đi vứt xuống sông. Tất cả các xưởng sản xuất ma tuý này đều do Văn Kính Dương cầm đầu. Sản xuất ma túy ở đây một thời gian, các đối tượng lại chuyển về thuê địa điểm ở khu vực mỏ đá Bửu Long thuộc xã Trà Cổ, huyện Tân Phú, tỉnh Đồng Nai. Đây chính là nơi đối tượng Nguyễn Đức Kỳ Nam (SN 1968, quê TP Hà Nội, ngụ tại quận Phú Nhuận, anh họ Hiếu) mở thêm xưởng sản xuất.
Theo thiếu tướng Phan Anh Minh, băng nhóm này có khả năng về tài chính, chạy xe đắt tiền, tốc độ lớn và giao dịch thường diễn ra trên cao tốc nên cơ quan điều tra gặp không ít khó khăn. Cực khổ nhất là lực lượng trinh sát theo dõi chúng hầu như 24/24 nhưng bằng xe máy.
Trong lần phát hiện ôtô chở rác thải hóa chất chạy trên cao tốc Trung Lương hướng về miền Tây, ba trinh sát được lệnh đón đầu ở các đường thuộc Bến Lức, Tân An và Tiền Giang. Khi xe tải xuống cao tốc tấp sát mé sông, nam trinh sát trẻ đang bám theo sợ bị chúng phát hiện nên phải tắt đèn xe máy. Không may, anh tông phải chướng ngại vật, ngã trọng thương.
"Tuy nhiên, trinh sát vẫn cố bò lại gần theo dõi. Khi đống rác thải được tẩu tán xuống sông, ôtô bỏ đi thì anh ấy mới báo cáo chỉ huy đến thu tang vật và đưa mình đi cấp cứu", ông Minh kể.
"Chúng tôi mất rất nhiều thời gian theo dõi và phải chờ thu thập thêm chứng cứ, tang vật khi nào chắc chắn mới phá án. Nhưng để các đối tượng kéo dài hành vi sẽ gây hậu quả rất lớn nên cuối năm 2016 ban chuyên án bắt một nhóm nhỏ tại quận Bình Thạnh, tuyệt đối bí mật", ông Minh cho biết thêm.
Không hay biết một trong số đối tác của mình vừa bị bắt, Dương và đồng phạm vẫn tiếp tục điều chế thuốc lắc, ma tuý đá. Mới đây, khi Dương vừa xuống sân bay Tân Sơn Nhất, các trinh sát ập đến khống chế. Cùng lúc, hơn 200 cảnh sát đồng loạt khám xét 13 xưởng sản xuất ma túy, nơi ở của nhóm này tại TP HCM và các tỉnh thành.

### Bắt giữ và tang vật thu được
Qua 2 giai đoạn khám phá chuyên án 516E, Ban chuyên án đã bắt trọn 15 đối tượng; thu giữ khoảng hơn 520.000 viên thuốc lắc và 120 kg bột thuốc lắc và ma túy đá chưa thành phẩm (tương ứng hơn 1 triệu viên thuốc lắc, với trị giá thị trường khoảng hơn 200 tỉ đồng). Ngoài ra, công an còn thu giữ được hơn 10 tỷ đồng tiền mặt; 7 chiếc xe (trong đó có 1 siêu xe trị giá khoảng 25 tỷ đồng); cùng hàng chục trang thiết bị, máy móc, hóa chất dùng trong sản xuất thuốc lắc chất đầy 7 xe tải; kê biên tài sản 3 căn hộ của “Hoàng béo” tại TPHCM và Nha Trang với tổng trị giá ước tính khoảng 15 tỷ đồng và 2 hecta đất rẫy cao su, hồ tiêu được dùng làm xưởng sản xuất ma túy.

## Quá trình xét xử
Sáng 7/5/2019, TAND TP HCM mở phiên tòa xét xử trùm ma túy Văn Kính Dương (38 tuổi, quê Hà Nội) về các tội Sản xuất; Mua bán trái phép chất ma túy, Lừa đảo chiếm đoạt tài sản, Trốn khỏi nơi giam giữ, Làm giả con dấu, tài liệu của cơ quan, tổ chức với khung hình phạt cao nhất là tử hình.
Ngày 27 tháng 7 năm 2020, Hội đồng xét xử quyết định bản án dành cho Văn Kính Dương và đối tượng liên quan:
1. Văn Kính Dương mức án tử hình về tội Sản xuất trái phép ma túy; tù chung thân về tội Mua bán trái phép ma túy; 8 năm tù về tội Lừa đảo chiếm đoạt tài sản; 3 năm tù về tội Trốn khỏi nơi giam giữ; 1 năm tù về tội Làm giả con dấu, tài liệu của cơ quan, tổ chức. Tổng hình phạt Tử hình, phạt bổ sung 1 phần tài sản của bị cáo Dương.
2. Nguyễn Đức Kỳ Nam là người giữ vai trò chủ mưu trong việc sản xuất ma túy, mức án dành cho bị cáo Nam là Tử hình về tội Sản xuất trái phép chất ma túy, phạt bổ sung 400 triệu đồng.
3. Phạm Bảo Quân mức án Tử hình về tội Sản xuất trái phép chất ma túy, phạt bổ sung 100 triệu đồng.
4. Lê Văn Mang mức án Tử hình về tội Sản xuất trái phép chất ma túy, phạt bổ sung 100 triệu đồng.
5. Nguyễn Bá Thành mức án tù Chung thân về tội Sản xuất trái phép chất ma túy, phạt bổ sung 50 triệu đồng.
6. Lê Hương Giang mức án Tử hình về tội Mua bán trái phép chất ma túy, phạt bổ sung 100 triệu đồng.
7. Nguyễn Đắc Huy mức án tù Chung thân về tội Mua bán trái phép chất ma túy, phạt bổ sung 50 triệu đồng.
8. Nguyễn Thu Huyền mức án tù Chung thân về tội Mua bán trái phép chất ma túy, phạt bổ sung 50 triệu đồng.
9. Nguyễn Ngọc Tín (tức Tiểu Bạch Miêu) mức án 3 năm cải tạo tại địa phương về tội hỗ trợ điều chế trái phép chất ma túy, hình phạt bổ sung 50 triệu đồng
10. Phạm Thị Thu Huyền mức án tù Chung thân về tội Mua bán trái phép chất ma túy, phạt bổ sung 50 triệu đồng.
11. Vũ Hoàng Anh Ngọc (tức Ngọc Miu) mức án 16 năm tù về tội Tàng trữ trái phép chất ma túy, hình phạt bổ sung là 50 triệu đồng.

## Đường dây hoạt động buôn bán ma tuý

### Bóng dáng 'ông trùm' trong đường dây
Theo ban chuyên án, Hiếu thuê rất nhiều biệt thự ở khắp các tỉnh thành trong cả nước. Những nơi này giá thuê lên đến cả chục ngàn USD/tháng, là nơi Hiếu làm kho chứa hàng, kiêm chỗ cho đàn em trú ngụ.
Với vai trò là ông trùm, Hiếu không tham gia sâu vào bất kỳ khâu nào của quy trình từ sản xuất, dập khuôn, đóng gói đến tiêu thụ. Hiếu tinh vi khi sử dụng đội ngũ đàn em là anh em họ có quan hệ huyết thống, bạn từ thuở thiếu thời lớn lên... Nhiệm vụ của ai được phân chia như thế nào chỉ biết giới hạn đến đó, không được biết phần việc của người khác.
Dù không có mặt trực tiếp ở các quy trình nhưng tất cả đều được Hiếu giám sát, chỉ đạo qua mạng xã hội, điện thoại, đặc biệt là hệ thống camera an ninh được đặt dày đặc từ xưởng sản xuất, các nhà kho đến nơi ở của từng đàn em...
Hàng ngày, Hiếu đóng vai là 1 đại gia di chuyển khắp các tỉnh thành khi thì bằng máy bay và chủ yếu là bằng dàn siêu xe trong bộ sưu tập. Chính vì biệt thự, siêu xe được Hiếu bố trí khắp các tỉnh thành, do đó các đàn em không hề hay biết Hiếu ở đâu, làm gì.

### Quá trình sản xuất ma tuý
Tổ chức này thường không đặt xưởng sản xuất cố định 1 chỗ mà thường di chuyển liên tục sau mỗi mẻ thuốc lắc được sản xuất ra để tránh lộ “hang ổ”. Chúng thường chọn những nơi có địa hình hẻo lánh, vắng người để dễ quan sát khi có người lạ xuất hiện.
Đặc biệt đến cách thức vận chuyển cũng hết sức tinh vi, thường thì trong mỗi lần di chuyển kho xưởng và ma túy, chúng sẽ đi từ 2 đến 3 xe ô tô. Trong đó, 1 xe đi trước có nhiệm vụ dò đường cũng như làm nhiệm vụ dọn đường cho các xe chở hàng chạy phía sau.
Chưa kể, để đánh lạc hướng công an, các xe thường đổi hàng cho nhau ở ngay trên cao tốc.
Ngoài ra, việc vứt rác thải sau sản xuất cũng được các đối tượng này hành động khá cẩn trọng.
Chúng thường bỏ rác, bao bì hóa chất dùng trong sản xuất thuốc lắc trên các xe bán tải rồi chở đi đổ tại các điểm vắng vào lúc nửa đêm để công an khó lần theo dấu vết tìm bằng chứng. Vị trí đổ rác cũng thay đổi liên tục, khi thì bãi rác, lúc thì giữa sông hay ruộng vườn hẻo lánh ở các tỉnh lân cận TPHCM như: Đồng Nai, Long An, Đồng Tháp...
Hiếu giao cho anh họ của mình là Nguyễn Đức Kỳ Nam (49 tuổi, quê Hà Nội, tạm trú quận Phú Nhuận TPHCM) trực tiếp sản xuất ma túy. Vốn là 1 kỹ sư cơ khí và có vốn hiểu biết về hóa chất, Kỳ Nam chính là người trực tiếp sản xuất, điều chế ma túy ra “bán thành phẩm”.
Trong quá trình sản xuất ma túy, Hiếu sẽ quan sát theo dõi và quản lý từ xa qua hệ thống camera trong xưởng. Nhờ đó, “ông trùm” này quản lý rất sát sao từng viên thuốc lắc ra lò, không để thất thoát. Lý do là vì hắn sợ các đàn em lén đem thuốc ra ngoài bán sẽ bị công an phát hiện, dẫn đến làm lộ “hang ổ” của mình.
Sau khi số ma túy “bán thành phẩm” được Kỳ Nam sản xuất xong thành dạng bột, Hiếu sẽ sai đối tượng Lê Văn Mang (30 tuổi, quê tỉnh Cà Mau) vận chuyển về ngôi biệt thự 122 Khu Trung Sơn và biệt thự 125 khu Mỹ Kim 2 thuộc Phú Mỹ Hưng, quận 7 để tẩy sạch, sấy khô.
Sau khi sấy khô xong, đối tượng Mang tiếp tục chuyển hàng về cho Phạm Bảo Quân (34 tuổi, quê Hà Nội, ngụ quận 1) để dập thành từng viên và đóng gói thành phẩm. Tại đây, thuốc lắc sẽ được ngụy trang dưới dạng những gói cà phê có trọng lượng 1 kg. Cuối cùng, những viên thuốc lắc thành phẩm trên sẽ được chuyển về nhà của Hiếu tại khu biệt thự số 111 Nguyễn Du (quận 1, TPHCM) để cất giữ.
Việc bán ma tuý sẽ do Nguyễn Thu Huyền (29 tuổi, quê Hà Nội, tạm trú quận 10) đảm trách.
Theo đó, khi có khách đặt mua hàng, Huyền sẽ báo lại cho Hiếu để xuất hàng.
Tương tự như Huyền, 1 đối tượng khác là Lê Hương Giang (29 tuổi, quê Hà Nội, bán gái Hiếu) sẽ phụ trách bán ma tuý tại Hà Nội cũng như khu vực phía Bắc.
Về nguồn hoá chất để sản xuất ma tuý, Hiếu khai nhờ anh họ là Nguyễn Bá Thành (43 tuổi, quê Hà Nội) mua từ Hà Nội chuyển vào TPHCM giao cho Hiếu.
Từ đó cho thấy, đường dây này được Hiếu tổ chức hết sức chặt chẽ và cẩn trọng trong từng khâu. Mỗi người một việc và không để các thành viên biết quá nhiều thông tin về nhau tránh trường hợp 1 đối tượng bị bắt sẽ khai ra toàn bộ đường dây.
Đặc biệt, Hiếu chỉ tin dùng những người trong gia đình và người quen.
Tuy nhiên, do ở đây địa hình núi non hiểm trở, nguồn điện phải câu từ nhà dân vào, thường xuyên xảy ra tình trạng điện chập chờn không ổn định cho việc sản xuất nên sau khoảng 2 tháng, Hiếu quyết định mở thêm 1 xưởng tại xã Trà Cổ, huyện Tân Phú, tỉnh Đồng Nai. Tại xưởng ở Đồng Nai, nhóm của Hiếu tiếp tục cho ra lò thêm 1 mẻ lớn gần 200 kg ma túy.
Theo quy luật cũ, Kỳ Nam cũng vận chuyển hàng về 125 Phú Mỹ Hưng, quận 7 giao cho Quân và Mang làm tiếp công đoạn sấy khô, đóng gói. Đến ngày 6/4/2017 thì bị công an ập vào bắt Quân và khám xét xưởng tại Biệt thự 125 Phú Mỹ Hưng.

## Ông trùm ma tuý Văn Kính Dương và những người liên quan

### Văn Kính Dương

#### Tóm tắt
Văn Kính Dương (tức Trần Ngọc Hiếu, SN 1981, ngụ Hà Nội) vừa bị Công an thành phố Hồ Chí Minh (TP HCM) bắt cùng 20 đồng phạm. Người đàn ông này được xác định cầm đầu đường dây sản xuất, buôn bán ma túy lớn nhất từ trước đến nay.
Trước đó, trinh sát Công an quận Bình Thạnh phát hiện Dương cung cấp ma tuý tổng hợp cho nhiều đường dây tại TP HCM. Hắn từng thụ án 6 năm nhưng sau đó trốn trại. Bị truy nã, Dương làm giả giấy tờ tên  Hiếu rồi hoạt động sản xuất ma túy.
Ông "trùm" sẵn sàng bán cho mối hàng chục nghìn viên thuốc lắc và các loại ma túy tổng hợp khác, theo đơn đặt hàng, chỉ trong thời gian ngắn.
Từ thông tin của ban chuyên án xác định Hiếu có liên quan đến 3 đường dây ma túy khác nhau.

#### Tiền án
Năm 2008, Trần Ngọc Hiếu, lúc đó mang tên Văn Kính Dương, bị cơ quan công an bắt giữ trong 1 đường dây ma túy quy mô hoạt động ở các tỉnh phía Bắc. Lần ấy, theo nhận định của Công an, Hiếu là 1 trong số các đại lý, có vai trò phân phối. Các chứng cứ điều tra chỉ dừng lại ở mức xác định đối tượng Hiếu có hành vi “tàng trữ trái phép chất ma túy”.
Trong thời gian thụ án 6 năm tù về tội danh trên, đầu tháng 4/2010 Hiếu cùng 3 phạm nhân là Mã Thành Phương (SN 1971, ngụ TP Hà Nội) cùng đàn em thực hiện cuộc vượt ngục ở trại giam Cầu Cao thuộc quản lý của Công an tỉnh Thanh Hóa. Trong vụ việc này có tình tiết kỳ lạ là nhóm của Hiếu đã mang vào buồng giam nhiều vật dụng cấm như: 2 điện thoại di động, 1 chiếc cưa và 10 lưỡi cưa sắt (?). Văn Kính Dương và 2 đàn em dùng cưa để cưa song sắt ô thoáng phía trên buồng giam và thực hiện cuộc đào thoát lúc rạng sáng 4/11.
Vừa thoát trại, bị tầm nã nhưng Hiếu vẫn tham gia vào 1 đường dây ma túy khác do bà trùm Hoàng Phương Lam (SN 1979, quê Hà Nội) cầm đầu. Trong đường dây này, Hiếu cùng vợ, là Nguyễn Thị Phúc (SN 1986) có vai trò là trùm, lấy hàng từ Lam mang vào bán ở nhiều tỉnh thành phía Nam.
Sự lọc lõi cũng đã giúp Hiếu nhanh chân tẩu thoát khỏi 1 vụ bố ráp quy mô mà Bộ Công an thực hiện nhắm vào đường dây của Lam, chính là vụ bắt giữ trùm ma túy Quyết “gió” cùng 24 đối tượng mua bán 8 kg thuốc lắc vào đầu năm 2012. Khi Phúc bị bắt, Hiếu đã thực hiện thành công việc “điều khiển” nhân viên ngân hàng chuyển trót lọt 400 triệu đồng trong tài khoản của vợ qua 1 người khác, sau đó Hiếu dùng số tiền này làm vốn vào Nam tiếp tục dựng nghiệp.
Trong chuyên án 516E của Công an quận Bình Thạnh, đã xác định Hiếu là ông trùm cao nhất trong 'tập đoàn' sản xuất thuốc lắc. Như vậy, Hiếu từng bước có hành vi phạm tội leo thang, từ kẻ trộm cắp vặt thuở bé, đến kẻ tàng trữ ma túy rồi thành ông trùm mua ma túy bán lại, cuối cùng là kẻ cao nhất trong 'tập đoàn' sản xuất, phân phối ma túy có quy mô lớn nhất Việt Nam.

#### Tài sản
Dàn siêu xe khủng, mô tô đắt tiền và biệt thự chính là số tài sản mà Hiếu tạo dựng trong một thời gian ngắn nhờ điều chế thuốc lắc, bán từ khắp chí Nam.
Hồ sơ của ban chuyên án thể hiện, tang vật thu giữ của ông trùm có 7 xe ô tô hạng sang. Chiếc thường thường giá trị 5 – 10 tỷ đồng, ngoài ra có 2 siêu xe lamborghini và 1 siêu xe McLaren trị giá 25 tỷ đồng.
Riêng tại TP Nha Trang, tỉnh Khánh Hòa, được cho là nơi nghỉ dưỡng, ẩn náu chính, Hiếu mua hẳn 3 căn biệt thự đắt tiền. Tại TP.HCM, Hiếu có 1 căn hộ cao cấp nằm ngay trục đường trung tâm quận 1.
Chưa kể là nơi đặt xưởng cuối cùng trước khi bị ban chuyên án hốt trọn ỏ, Hiếu mua hẳn 2 hecta đất trồng hồ tiêu, cao su và thuê hàng chục hecta xung quanh để vận hành nhà xưởng sản xuất thuốc lắc. Toàn bộ lô đất này Hiếu sắp đặt người đứng tên là anh họ, Nguyễn Đức Kỳ Nam (SN 1968, ngụ TP Hà Nội, tạm trú tại hẻm 429 Nguyễn Kiệm, quận Phú Nhuận), là kỹ sư cơ khí, người trực tiếp điều hành, quản lý xưởng sản xuất thuốc lắc.
Công an còn thu giữ 2 xe mô tô phân khối lớn mà Hiếu mua để thi thoảng tiêu khiển thú đam mê tốc độ.

### Vũ Hoàng Anh Ngọc
Liên quan đến vụ triệt phá đường dây sản xuất ma túy này, công an cũng đã khởi tố bắt giam Ngọc Miu, tức Vũ Hoàng Anh Ngọc (SN 1994, ngụ quận 3, tạm trú tại tòa nhà Parkson Hùng Vương, phường 12, quận 5, TPHCM). Ngọc Miu từng là người tình của Hiếu.
Ngọc từng được mời đóng vai nữ chính trong MV của các ca sĩ nổi tiếng như Đ.T., T.S., trong đó Ngọc vai nữ chính trong MV "Người thay thế".
Theo cơ quan công an, Ngọc là trợ thủ đắc lực cho “ông trùm” Trần Ngọc Hiếu.
Tại nơi ở của mình, Ngọc thường xuyên cất giữ từ 10.000-15.000 viên thuốc lắc để tiện bán sỉ và lẻ cho khách hàng.

### Những đối tượng liên quan
Ngoài ra, còn có Trần Thị Ngọc Lý (SN 1991, ngụ nhà 87B, đường Hưng Phú, phường 9, quận 8, TP HCM), Nguyễn Thu Huyền (SN 1988, quê Hà Nội, tạm trú quận 10, TP HCM) và Lê Hương Giang (SN 1988, quê Hà Nội) đều là những bóng hồng giúp sức cho Hiếu trong việc vận chuyển, tiêu thụ ma túy, thuốc lắc từ Bắc vào Nam.